# بطة صلبة الذيل
بطة صلبة الذيل (الاسم العلمي Oxyura) ويشتق الاسم من اللغة اليونانية القديمة oxus تعني «حاد» وoura تعني«الذيل». هي جنس طيور من فصيلة البطية ورتبةالإوزيات. أنواعه ستة. أعطانها معظم أنحاء أمريكا الشمالية وأمريكا الجنوبية وأستراليا وآسيا، ومعظم أفريقيا.